# Elaenia ridleyana
El fiofío de Noronha (Elaenia ridleyana) es una especie de ave paseriforme de la familia Tyrannidae perteneciente al numeroso género Elaenia. Es endémica de la isla atlántica de Fernando de Noronha, frente a la costa noreste de Brasil. Fue anteriormente considerada una subespecie de Elaenia spectabilis.

## Distribución y hábitat
Se encuentra únicamente en el archipiélago de Fernando de Noronha (en la isla principal y en la isla Rata), litoral de Pernambuco, Brasil.
Esta especie es considerada común en su hábitat natural: los matorrales secos tropicales, bosques ralos y árboles alrededor de habitaciones humanas.

## Estado de conservación
El fiofío de Noronha ha sido calificado como vulnerable por la Unión Internacional para la Conservación de la Naturaleza (IUCN) debido a que su muy pequeña población total, estimada en tan solo 500 individuos maduros, confinada en la isla de Fernando de Noronha, se encuentra amenazada por la pérdida de hábitat.

## Sistemática

### Descripción original
La especie E. ridleyana fue descrita por primera vez por el ornitólogo británico Richard Bowdler Sharpe en 1888 bajo el nombre científico Elainea ridleyana; su localidad tipo es: «isla de Fernando de Noronha».

### Etimología
El nombre genérico femenino «Elaenia» deriva del griego «ελαινεος elaineos» que significa ‘de aceite de oliva’, ‘oleaginosa’; y el nombre de la especie «ridleyana», conmemora al botánico y recolector británico Henry Nicholas Ridley (1855–1956).

### Taxonomía
Ha sido tratada como una subespecie de  Elaenia spectabilis o de E. chiriquensis, pero difiere significativamente de ambas en la vocalización. Es monotípica.